# Criterio (revista)
Criterio es una revista con información y notas de opinión de Argentina cuyo primer número apareció el 8 de marzo de 1928 con la dirección del abogado, político y periodista Atilio Dell'Oro Maini y es la publicación periódica más constante de la historia de la Argentina que se edita hasta la actualidad. Además de los comentarios realizados desde diversos puntos de vista sobre temas de actualidad política, social y económica hay secciones fijas de libros, cine, música, teatro y plástica. En sus comienzos la revista siguió una orientación nacionalista y de la doctrina católica así como de oposición al liberalismo y al comunismo. Su progresiva amplitud en las décadas siguientes coincidió con un contexto de renovación de las ideas católicas, en que la cuestión social y los debates en torno a los sistemas políticos se constituían en un tema de atención. De intención católica, la revista nunca formó parte ni tiene financiación de la Iglesia, lo cual contribuye a la independencia de sus contenidos. 

Señalaba el diario La Opinión, cuando Criterio cumplió su 50 aniversario en 1978:   
En el ámbito de las revistas de cultura hay por lo menos algunos ejemplos de realizaciones que nadie puede desconocer: en el área que llamaríamos "liberal", la mención de Nosotros y Sur es, en lo que va del siglo, obligada. Lo mismo podría decirse de una revista de orientación católica que acaba de cumplir su primer medio siglo y que constituye, sin duda, un irremplazable documento acerca de la evolución cultural, social y espiritual de la Argentina contemporánea; se trata, como es obvio, de Criterio.  
Entre sus colaboradores se contaron Jorge Luis Borges, Homero Manzi, Francisco Luis Bernárdez, Baldomero Fernández Moreno, Leonardo Castellani, Ernesto Palacio, Manuel Gálvez, Ignacio Braulio Anzoátegui, Julio Irazusta, Julio Meinvielle, Basilio Uribe,  y José Luis Romero. También contó con importantes firmas del exterior como Gilbert K. Chesterton, Hans Urs von Balthasar, Gerardo Diego, Eduardo Frei Montalva, Jean Guitton, Jacques Maritain, Julián Marías, Gabriela Mistral, Giovanni Papini, Giovanni Sartori, entre otros. 
También en sus últimas décadas ha contado con la colaboración de: Marcos Aguinis, Alberto Bellucci, Carlos Escudé, Tulio Halperín Donghi, Félix Luna, Hugo Mujica, Adolfo de Obieta, Olga Orozco, Luis Alberto Romero, María Sáenz Quesada, Jorge A. Sabato, Beatriz Sarlo, Kive Staiff y Vicente Zaspe, entre otros.   

## Orígenes
Fundada en 1928, la revista Criterio fue editada en la primera época por la editorial Surgo y estuvo dirigida por Atilio Dell'Oro Maini (que figuró en ese cargo sólo en el primer número), junto a un consejo editor conformado por Tomás Casares, Faustino Legón y Emiliano J. Mac Donagh. Anunciaba entre sus colaboradores argentinos a Jorge Luis Borges, Francisco Luis Bernárdez, Julio Irazusta, Alejandro Bunge, Julio Rey Pastor y Ricardo Molinari, ente otros, consignándose en ese primer número también la colaboración de Juan Zorrilla de San Martín, Ernesto Palacio y el crítico cinematográfico Ignacio Braulio Anzoátegui. Colaboraron como mecenas de la revista en sus comienzos las familias Pereyra Iraola, María de los Remedios Unzué de Alvear, Joaquin S. de Anchorena, Ernesto Bosch, Concepción Unzué de Casares, Carlos Indalecio Gómez, Rafael y Marcelino Herrera Vegas, Adelia María Harilaos de Olmos, Estanislada Anchorena de Paz y Adolfo Zuberbühler. Su segundo número incluyó artículos de Jorge Luis Borges, Manuel Gálvez, Luis V. Ochoa iniciaba su colaboración como crítico musical y a lo largo de su primer año de existencia incluirá las firmas de Emilio Pettoruti en pintura, Leopoldo Lugones, Eduardo Mallea, Lino Palacio, Norah Borges, Luis Abascal, Jean Aurenche, Antonio Cunill Cabanillas, María Teresa León. En Navidad de 1928 junto con la reseña de sus actividades la revista señala: 
Era difícil en nuestro medio ambiente encarar las cosas con seriedad. La gente huye de la profundidad para refugiarse en lo frívolo, liviano y superficial. Gimnasia dura la que Criterio ha obligado a hacer a sus lectores, pero esta breve experiencia nos llena de alegría y nos reafirma en el propósito sincero y tenaz de no desmayar en nuestra acendrada búsqueda de comunicación con la inteligencia de nuestro lectores.

## De 1929 a 1932
La noche que al sur lo velaron, de Jorge Luis Borges, dio inicio a Criterio en el año 1929. En marzo, al cumplir su primer aniversario, se realizó un banquete cuya tarjeta costaba 70 pesos de la época y al que asistieron el general José Félix Uriburu, Emilio Ravignani, Tomás Casares, Rodolfo Irazusta, Jorge Luis Borges, Eduardo Mallea, Guillermo de Torre, Sixto Martelli, y el presidente de la editorial Surgo, Tomás Cullen. 
En septiembre de 1929 publicó Monólogo contra tu recuerdo de Homero Manzione, quien pasaría a la fama como Homero Manzi. En noviembre de 1929 Atilio Dell'Oro Maini renunció a la dirección de Criterio y con su partida también se apartan de la publicación Ignacio B. Anzoátegui, César E. Pico, Ernesto Palacio, Alberto Prebisch, Víctor Delhez y Eudore Gallo Argerich, entre otros. Se designó a Enrique P. Osés como director. Antes, el 6 de septiembre, tiene lugar el golpe de Estado que depone a Hipólito Yrigoyen comandada por el general José Félix Uriburu. La revista no lo apoyó y en un editorial dijo que: 
Los socialistas son los que dan una buena nota de sentido común. En mitines de la oposición, socialistas independientes -con gran descontento de sus partidarios conservadores que los votaron en los pasados comicios- han proclamado su repudio a los métodos revolucionarios que se vienen propugnando y su intención decidida de llegar a soluciones dignas, por los caminos de la legalidad más absoluta. Y socialistas viejos, exactamente lo mismo. su leader en la Cámara ha dicho: Todo está clamando ahora en el país porque entremos de una vez en el orden, en la legalidad, en lo que es normal, en lo que ordena el sentido común.
En 1931 Criterio anunció el nacimiento de una revista trimestral dirigida por Victoria Ocampo llamada Sur que ese publicó artículos antisemitas con las firmas de Vicente Balda y Alberto Molas Terán. Pero también un duro editorial contra el fascismo a la que define como "una tiranía sin límites". Criterio apoyó la candidatura Justo-Roca, en buena medida sustentada por la de Juan Julio Costa, miembro del consejo de redacción de la revista a diputado por el Partido Popular. Asimismo, ese año la revista apoyó la candidatura para el premio Nobel del escritor Manuel Gálvez. En mayo de 1932, en medio de una crisis económica de la publicación, Criterio dejó de publicar sus tapas con ilustraciones a todo color.

## Polémica entreLisandro de la TorreyGustavo Franceschi, en 1937
El fundador del Partido Demócrata Progresista Lisandro de la Torre a principios de 1937 pronunció la conferencia Intermedio filosófico que planteaba preguntas que se dirigía a sí mismo y que traducen claramente su escepticismo filosófico.
En los ratos de ocio –escribe por esos días a una amiga-, cuando resuelvo volver a las lecturas filosóficas que me atraían a los veinte años. Me entristece la impotencia  intelectual del hombre. En los albores de la historia dio, en relación con los problemas fundamentales, todo lo que es capaz de dar, y desde entonces rehace penosamente la tela de Penélope. Y en esa misma comprobación de su impotencia viene desde entonces.
Está madurando su propia muerte cuando, a requerimiento de sus amigos, lo lleva a la tribuna del Colegio Libre de Estudios Superiores. Allí, ante dos mil espectadores, continúa ese monólogo que luego fuera impreso el 18 de mayo de 1937 por la Editorial Hemisferio.
El éxito de su conferencia Intermedio Filosófico decidió a Lisandro de la Torre a ocupar de nuevo la tribuna del Colegio Libre de Estudios Superiores y para la ocasión eligió como tema La cuestión social y los cristianos sociales, en donde analizó las encíclicas papales que sirven de fundamento teórico a la acción del socialcristianismo y las desmenuzó críticamente.
Monseñor Franceschi contestó a dicha conferencia trasladando la discusión al plano teológico,  al escribir, con el artículo Ante una diatriba publicado en Criterio del 26 de agosto de 1937. Lisandro de la Torre, como siempre polemista ardoroso, incisivo, denso de argumentos, contestó a su vez en El Diario y La Vanguardia, periódico del Partido Socialista, los días 1, 2, 14, 15, 28 y 30 de septiembre, y 11 y 12 de octubre, bajo el título general de La cuestión social y un cura.
Monseñor Franceschi contestó en Criterio y otros periódicos locales los días 9 y 23 de septiembre y 7 de octubre con tres artículos: Hombre, no te enojes...; ¿Enemigo que huye? y Los procedimientos de un polemista.

## SobreGustavo Franceschi, director de Criterio entre 1932 y 1957
Monseñor Gustavo J. Franceschi nació en Francia el 28 de julio de 1881 y llegó a la Argentina siendo niño. Formó parte de distintas organizaciones socialcristianas y colaboró en la creación de sindicatos obreros cristianos que se oponían al comunismo. Fue asesor espiritual de la Acción Católica Argentina, y llevó adelante una gran labor intelectual escribiendo varios libros y multitud de artículos. Desde 1932 hasta su muerte en 1957 fue director de la Revista Criterio y en 1955 poco antes de su fallecimiento, impulsó la formación del Partido Demócrata Cristiano de la Argentina. Fue fundador y miembro de número de la Academia Argentina de Letras, en tanto que un sillón lleva su nombre en la Academia Nacional de Periodismo y otro en la Academia Argentina de Artes y Ciencias de la Comunicación. Franceschi falleció en Montevideo el 11 de julio de 1957.

## Posición ante elgolpe militar de 1976
En sus editoriales del mes de noviembre de 1975, la revista denunciaba “una anarquía política, económica y social” en el país, cuestionaba la actuación ética de la presidenta María Estela Martínez de Perón por las sospechas de corrupción que la envolvían y su abierta intención de frenar las investigaciones sobre su gobierno y afirmaba que “un cáncer está creciendo en torno a la presidencia”. Señalaba como factores de una crisis “el continuo cambio de ministros, las intrigas de palacios, la incapacidad de Isabel” y la gravedad sin precedentes de la situación económica. La revista, sin embargo, no consideraba como solución un quiebre institucional sino que en ese mismo editorial dedicaba duras palabras a aquellos dirigentes que querían el golpe sin ser golpistas; y señalaba entre ellos a los integrantes del gobierno que recibirían “aliviados” el golpe para descomprimir la situación y salvar su propia posición.

## Posición ante la violencia
Criterio rechazaba la metodología violenta de la guerrilla y el pensamiento socialista o marxista y aprobó la intervención de las Fuerzas Armadas, primero en Tucumán y luego en todo el país, para combatir la guerrilla, pero al mismo tiempo afirmaba que la solución no estaba en lo puramente militar sino también en la realización “de una buena política, de una buena economía y de una efectiva justicia social”.
Afirmaba que la guerrilla intentaba atacar el pacto social de una comunidad civilizada y que sus integrantes eran unos criminales ya que nadie podía amparar la utilización de la violencia para resolver los problemas argentinos, y esa actitud por parte de las organizaciones guerrilleras era la responsable de haber puesto a la Argentina en pie de guerra.
Al referirse a la forma que debía utilizarse para combatir a la guerrilla, Criterio propiciaba aplicar el valor cristiano de respeto a la vida para excluir cualquier posibilidad represiva que favoreciere la muerte y la deshumanización del “enemigo”, con lo cual rechazaba rotundamente una metodología represiva ilegal para combatir a la guerrilla como la que luego se aplicaría.
La legítima defensa frente a la subversión, aunque sea justa, no debe ser vista como un bien en sí mismo sino como un “mal necesario” que debía asumirse con “prudencia” y “moderación”, concepto este último que implicaba el respeto por la vida del enemigo, hasta el extremo límite. La paz, afirmaba, no se construía matando, sino respetando la vida. Esto contrastaba con las palabras del propio teniente general Jorge Rafael Videla, que en octubre de 1975 aseguraba: “Si es preciso, en la Argentina deberán morir todas las  personas necesarias para lograr la paz del país”. Minuciosamente argumentaba en cualquier criminal, por abyecto que fuera, subsistía un sustrato de humanidad, por eso es que desde la conciencia cristiana se rechazaba la tortura y el “exterminio” en la represión de la guerrilla y que, por respetables que fueran sus motivos, el fin no justifica los medios.
En el primer editorial de 1976, pocos días después que el ERP (Ejército Revolucionario del Pueblo) intentara el 23 de diciembre de 1975 copar el regimiento 601 Domingo Viejo Bueno en Monte Chingolo, el editorialista mostraba su preocupación frente a un contexto donde la muerte pasaba a ser un hecho habitual y “aun deseado, particularmente para el adversario” (22-1-1976: 4). Y lo corroboraba descarnadamente a través de esta apreciación: “Es posible decir que el saldo impresionante (…) del episodio de Monte Chingolo, produjo en muchos un sentimiento de alivio: cien muertos son cien enemigos menos, y si fueron más mejor, cualquiera haya sido la manera de su muerte” (22-1-1976: 4).
En su editorial del 26-2-1976 Criterio propiciaba un juicio político a la presidenta para salvaguardar la democracia y evitar el golpe, o sea que sus críticas al gobierno estaban en función de demostrar que el golpe era evitable.

## Editorial del 11 de marzo de 1976
En ese editorial Criterio se pronuncia expresamente contra un golpe de Estado que consideraba “previsible”, aunque no inevitable, y afirma que las causas de la debilidad institucional provenían de  todos los actores sociales de relevancia para el país, y no sólo al gobierno peronista. La revista postula que hay solución dentro del régimen pero denuncia que las Fuerzas Armadas no sólo lo habían abandonado a su suerte sino que incluso habían contribuido a erosionarlo al anunciar a algunos dirigentes sus intenciones de derrocar al gobierno, lo que había desmoralizado a la oposición y abroquelado al peronismo en su papel de víctima, profundizando su inacción.
En la emergencia la gran responsabilidad, según el editorial, era de “las fuerzas empresarias y políticas que conforman el partido golpista. (Quienes) Incapaces de defender sus intereses y de alcanzar el poder por medios democráticos, golpean desde hace meses en los cuarteles en procura de la intervención militar”. Señala la incapacidad del radicalismo para aportar soluciones y que la guerrilla también estaba buscando el golpe de Estado desde que el peronismo había accedido al poder. 

## Directores
En 1929 su director Atilio Dell'Oro Maini fue reemplazado por Tomás D. Casares, y Enrique Osés ejerció una dirección provisoria durante 1930 y 1931. Entre 1932 y 1957 su director fue Gustavo J. Franceschi, primero solo y luego compartiéndola con Luis R. Capriotti entre 1952 y 1955, y con Jorge M. Mejía a partir de esa fecha, quedando éste como director al morir Franceschi, en julio de 1957, hasta 1978. A continuación asume la dirección Rafael Braun, y entre de enero de 1990 y agosto de 1992 codirigieron Carlos A. Floria, Fermín Fèvre y Rafael Braun. En septiembre de 1992 retomó la dirección Rafael Braun hasta agosto de 1995, y en septiembre de ese año asume Carlos A. Floria hasta marzo del año siguiente. Entre marzo y octubre de 1996, el director fue Osvaldo D. Santagada; y desde noviembre de 1996 hasta la actualidad, José María Poirier. Los vicedirectores actuales son Maria Clara Lucchetti Bingemer, Doctora en Teología, profesora e investigadora en la Pontificia Universidad Católica de Río de Janeiro, y Lucio Florio, Doctor en Teología dogmática, profesor e investigador de la Pontificia Universidad Católica Argentina.  
Cronología
1928-1929: Atilio Dell'Oro Maini
1929: Tomás D. Casares
1930 y 1931: Enrique Osés
1932 a 1952: Gustavo J. Franceschi
1952 a 1955: Gustavo J. Franceschi y Luis R. Capriotti
1955 a 1957: Gustavo J. Franceschi y Jorge M. Mejía
1957 a 1978: Jorge M. Mejía
1978 a 1990: Rafael Braun
1990 a 1992: Rafael Braun, Carlos A. Floria y Fermín Fevre 
1992 a 1995: Rafael Braun
1995: Carlos A. Floria
1996: Osvaldo D. Santagada
1996: José María Poirier-Lalanne

## Consejo de Redacción (2022)
Director
José María Poirier
Vicedirectores
Maria Clara Lucchetti Bingemer y Lucio Florio
Secretaria de redacción
Romina Ryan
Consejo de Redacción
Enrique Aguilar, María Bestani, Virginia Bonard, Diego Botana, Pablo De Vita, Vicente Espeche Gil, Alejandro Frere, Gustavo Irrazábal, Elena Kiyamu, Elena López Ruff, Ricardo Murtagh, Juan G. Navarro Floria, Carlos Newland, Arturo Prins, Elisa Goyenechea, Marcelo Resico y Ángela Sannuti.
Consultores
Pedro Antonini, Antonio M. Battro, Natalio Botana, Pablo Capanna, Bruno Forte (Chieti-Vasto), Carlos M. Galli, Olegario G. de Cardedal (Salamanca), Félix Duque (Madrid), Víctor M. Fernández, TRomas Halik (Praga),  Austen Ivereigh (Londres), Roberto Di Stefano, Santiago Kovadloff, Juan J. Llach, Laura Moreno (Madrid) y Rafael Velasco.

## Premios y reconocimientos
- Premio Santa Clara de Asís -1985-
- Premio Santa Clara de Asís -1997-
- Premio del Movimiento Familiar Cristiano -2004-
- Premio Konex - Mención Especial -2007-[1]
- Premio Santa Clara de Asís -2012-[2]
- Premio a la Trayectoria -2018- del Festival Internacional de Cine Religioso.
- Declaración "de interés cultural" por la Legisladura de la Ciudad Autónoma de Buenos Aires - 2021